# Palazzo Dosi Delfini
Il Palazzo Dosi Delfini, già Vincentini, è un palazzo di Rieti. Sorge su piazza Vittorio Emanuele II, vicino all'imbocco di Via Cintia. È di proprietà della Fondazione Varrone.
L'edificio deve l'attuale fisionomia ai marchesi Vincentini, duchi di Montenero, cui appartenne a lungo; tuttavia, anche per non essere confuso con gli altri palazzi omonimi, viene comunemente indicato con il nome di Palazzo Dosi Delfini, dal cognome degli ultimi proprietari che vi risiedettero nel Novecento.

## Descrizione

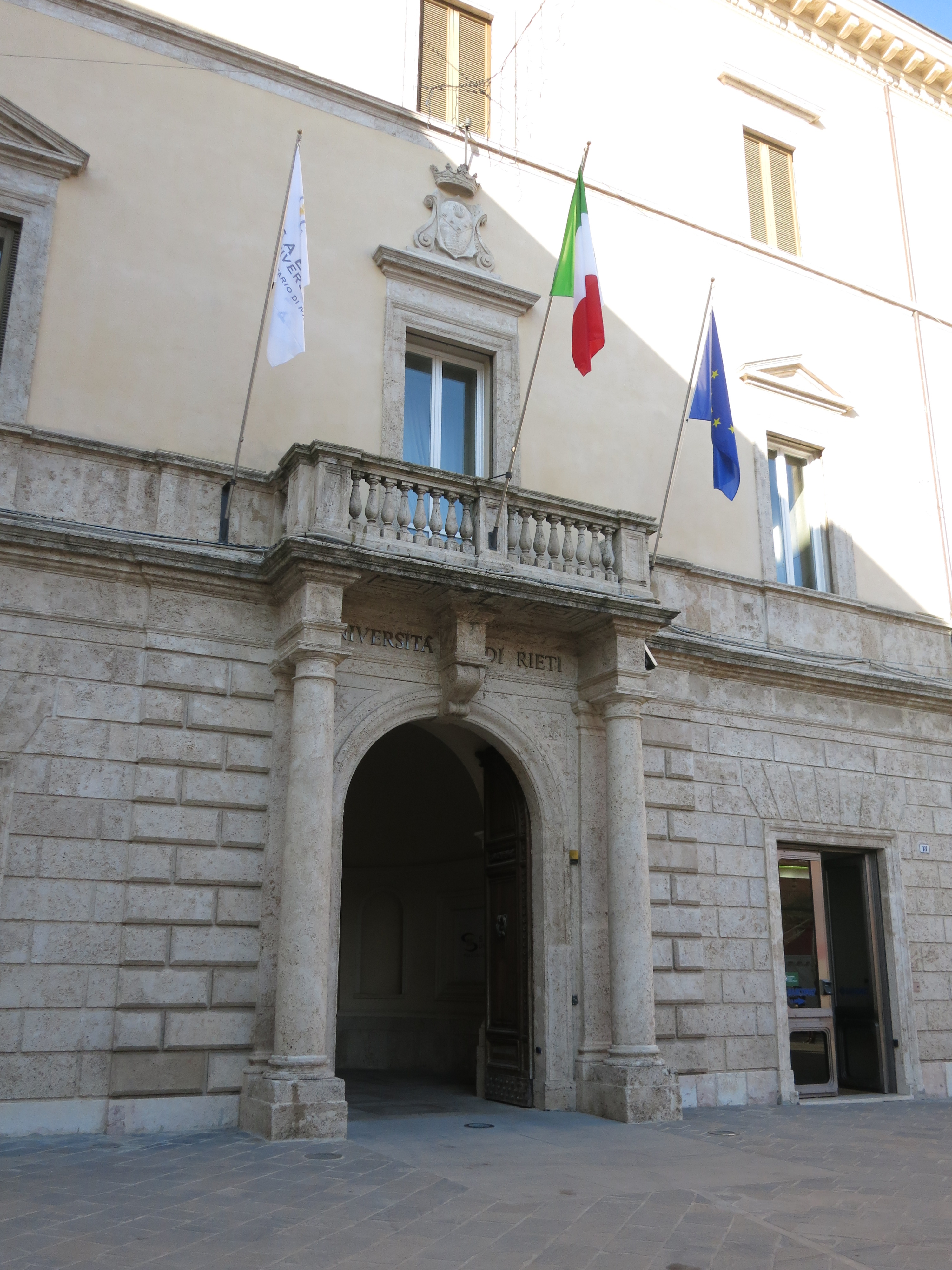
Il portale

La facciata integra elementi del tardo barocco con alcuni elementi neoclassici. Il piano terra è caratterizzato, per intero, da un bugnato in pietra calcarea e al centro si apre il portone ai lati del quale due colonne in pietra sostengono un piccolo balcone al quale si accede dalla finestra centrale del piano immediatamente sopra. Le finestra di questo piano sono caratterizzate da una piccola cornice e da un timpano ad eccezione, per quel che riguarda quest'ultimo particolare, proprio della finestra centrale che si distingue per la presenza dello stemma della famiglia Vincentini. All'interno del palazzo è presente un piccolo cortile ellittico e a livello del primo piano può essere osservata una statua di Santa Barbara in bronzo, opera dello scultore Ernesto Troili.
Dal 2006 al 2013 vi avevano trovato spazio alcuni uffici dell'amministrazione provinciale, che pagava un affitto alla Fondazione Varrone, mentre fino al settembre 2018  il pianterreno del palazzo ha ospitato una filiale della Cassa di Risparmio di Rieti. Nei due piani superiori, da luglio 2013 alla primavera del 2022, aveva sede la Sabina Universitas.